# 사마드 무인기

2018년 예맨 내전 현황. 녹색이 친이란 후티 반군, 적색이 친사우디아라비아 정부군

사마드는 예멘 후티 반군의 무인기이다. samad, sammad는 invincible의 의미이다.

## 역사
친이란 후티 반군은 비행거리 1700 km 사마드-3 장거리 무인기와 비행거리 120 km 카세프-2K 단거리 무인기로 사우디아라비아, UAE를 공격하고 있다.
카세프-2K 무인기는 이란제 HESA 아바빌을 수입한 것이다. 후티 반군은 독자 생산이라고 주장하고 있다.
2018년 7월 27일, 후티 반군은 사마드-3 무인기를 1500 km 비행해 UAE 수도의 아부다비 국제공항을 공격했다.

## 사마드-1
사마드-1 무인기는 정찰용이며 500 km 이상을 비행할 수 있다.
예멘 반군의 '삼마드-1'은 전·후방 날개 길이 1m 안팎으로 추정된다. 한국군 관계자는 "삼마드-1과 같은 성능의 무인기를 제작하는 데 2천만원은 넘지 않을 것으로 추산한다"고 말했다.

## 사마드-3
사마드-3는 1700 km까지 날아가는 장거리 무인기이다. 자살 공격이 가능하다.

## 같이 보기
- HESA 아바빌
- 예멘 내전 (2015년-현재)
- 사우디아라비아 주도 연합군의 예멘 개입
- 후티 반란
- 후티 쿠데타